# Lasioglossum orion
Lasioglossum orion är en biart som beskrevs av Ebmer 1974. Lasioglossum orion ingår i släktet smalbin, och familjen vägbin. Inga underarter finns listade i Catalogue of Life.